# ناکاجیما کای-۴
ناکاجیما کای-۴ (به انگلیسی: Nakajima_Ki-4) یک هواگرد ملخ‌پیشین تک‌موتوره از نوع عملیات شناسایی، سبک هواگرد تهاجمی، هواپیمای آموزشی، Target Tug ساخت شرکت شرکت هواپیمای ناکاجیما است. هواگرد ناکاجیما کای-۴ نخستین پروازش را در ۱۹۳۳ میلادی انجام داد. این هواگرد در سال ۱۹۳۴ میلادی رسماً معرفی گردید و در سال‌های ۵۱۶ تولید شده‌است.